# 鴨東線
鴨東線（日语：／ Ōtō sen */?）是連結京都府京都市東山區三條車站和同市左京區出町柳車站的京阪電氣鐵道之鐵道路線。
正式的起點是三條車站，但是在列車運行及旅客案內，出町柳車站往三條車站的列車是下行，反方向是上行。

## 概要
路線名是因行走鴨川東岸而來。作為京阪本線的延長線建設在沿鴨川的川端通地下，全線是地下線。

## 路線資料
- 路線距離（營業距離）：2.3公里
- 軌距：1435毫米
- 站數：3個（包括起終點站）
- 複線路段：全線
- 電氣化路段：全線電氣化（直流1500V）
- 閉塞方式：自動閉塞式
- 最高速度：90公里/小時[2]

## 運行形態
和京阪本線一體化運行，除早上的三條發出町柳行1班，全列車往大阪的淀屋橋・中之島方面。特急・快速急行（平日早上的中之島行是通勤快急）・準急（平日早上的淀屋橋・中之島方面是通勤準急）・普通幾乎是終日運行，朝和深夜有急行運行。唯一的途中車站神宮丸太町車站是急行以下種別的列車停車。三條車站幾乎全部時間帶，上下線都是優等列車（特急・快速急行等）和準急・普通緩急接續運行。

## 歷史
- 1924年（大正13年）8月29日：京都電燈（京福電氣鐵道前身）取得出町柳 - 三條間的地方鐵道敷設許可。
- 1950年（昭和25年）4月10日：京阪電氣鐵道設立「鴨東線建設準備委員会」。
- 1972年（昭和47年）7月1日：鴨川電氣鐵道設立。
- 1974年（昭和49年）
  - 2月20日：京福電氣鐵道的出町柳 - 三條間的地方鐵道敷設許可失効。
  - 2月25日：鴨川電氣鐵道取得出町柳 - 三條間的地方鐵道敷設許可。
- 1984年（昭和59年）11月30日：鴨東線建設工事起工式舉行。
- 1989年（平成元年）
  - 4月1日：京阪電氣鐵道合併鴨川電氣鐵道。
  - 10月5日：鴨東線開業。
- 2008年（平成20年）10月19日：京都市營地下鐵烏丸線的同名車站丸太町車站改稱神宮丸太町車站。

## 車站列表
- 車站編號自2014年4月1日起引入[3]。
- 所有車站都位於京都府京都市。
- 列車類別與停靠站參見京阪本線。

| 車站編號 | 中文站名   | 日文站名 | 英文站名 | 站間距離 | 營業距離 | 接續路線                                                            | 所在地 |
| -------- | ---------- | -------- | -------- | -------- | -------- | ------------------------------------------------------------------- | ------ |
| KH40     | 三條       |          |          | -        | 0.0      | 京阪電氣鐵道： 京阪本線（直通） 京都市營地下鐵： 東西線（三條京阪） | 東山區 |
| KH41     | 神宮丸太町 |          |          | 1.0      | 1.0      |                                                                     | 左京區 |
| KH42     | 出町柳     |          |          | 1.3      | 2.3      | 叡山電鐵： 叡山本線                                                 | 左京區 |

## 脚注
1. ↑  『鉄道要覧』平成18年度版
2. ↑  寺田裕一. . ネコ・パブリッシング. 2002: p. 126.
3. ↑  関西鉄道各社、外国人受け入れ体制強化 （页面存档备份，存于） - 京都新聞、2014年4月5日

## 關連項目
- 村岡四郎